# Едуард Бърнет Тайлър
Сър Едуард Бърнет Тайлър (на английски: Edward Burnett Tylor) е британски антрополог и еволюционист, известен като основател на антропологията.

## Биография

### Произход и младежки години
Едуард Бърнет Тайлър е роден през 1832 г. в семейството на квакерите Джоузеф Тайлър и Хариет Скипър, заможни фабриканти. Учи в Grove House School в Тотнъм, но след смъртта на родителите си поема семейния бизнес. Поради симптоми на туберкулоза, Тайлър заминава да се лекува на по-топъл климат. Пътуването му за Централна Америка през 1855 г. определя до голяма степен интереса му към изучаване на чужди култури. По пътя среща Хенри Кристи, също квакер и антрополог. Тяхната дружба насочва вниманието на Тайлър към праисторическите изследвания.

### Професионална кариера
Пръвият му труд, „Анахуак, или Мексико и мексиканците, древни и съвременни“, е резултат от пътуването с Кристи до Мексико. Това остава единствената теренна работа на Тайлър. По-късно той продължава да изучава вярванията и обичаите на съвременни и праисторически племенни култури и издава втория си труд „Изследвания върху ранната история на човечеството и развитието на цивилизацията“. До Първата световна война най-забележителният му труд остава „Примитивната култура“. Той е известен не само с цялостното изучаване на човешката цивилизация, но и защото утвърждава културната антропология като наука, а и защото повлиява много млади антрополози като Джеймс Фрейзър.
През 1871 г. Тейлър е избран за член на Британското кралско научно дружество. През 1875 получава от Оксфордския университет почетна степен доктор по гражданско право. Назначен е за уредник на университетския музей в Оксфорд през 1883 г. и като лектор получава званието доцент по антропология в периода 1884–1895 г. През 1896 г. Тайлър става първият професор по антропология в Оксфорд и е провъзгласен за рицар през 1912 г.

## Основни идеи
Считан е за баща на еволюционната теория за развитието на културата. Основоположник е на анимистичната теория за произхода на религията. Разглежда културата като синоним на цивилизацията и съзнателно създадено рационално устройство с цел подобряване живота на хората в обществото. Например, за подобряване на живота хората са измислили морални норми, парламентарна форма на управление, моногамия, капитализъм, съвременни дрехи и др.
Тайлър е признавал неравномерността в развитието на човешките общества и построил универсална скала за развитието им. На върха ѝ сложил западните общества. Всяко следващо поколение в едно общество живее в нови, по-добри от предишните културни условия. Колкото повече възпитани и културни хора има в едно общество, толкова по-развито е то. Методът на Тайлър напомня работата на естествоизпитателя: нужно е да се разчлени културата на съставните ѝ части, да се класифицират в зависимост от географската и историческата си принадлежност и да се подредят в генеалогичен ред. Явленията на културата, подобно на растенията и животните, се разпадат на родове, видове и подвидове. В обичаите са наблюдават такива подвидове като носенето на татуировки, пиленето на зъбите, броенето в десетична бройна система и др. Подобно на животните и растенията, обичаите и други културни явления могат да „мигрират“ от един географски регион в друг, от една историческа епоха в друга. Затова се наблюдават сходни черти у различни народи, живеещи в различни исторически периоди. Пълният набор от явления, съставящи живота на едно или друго общество, Тайлър нарича култура. Еволюцията на всяко изобретение, възглед или обред, според Тайлър е обусловена не толкова от умствени усилия, колкото от метода на пробата и грешката, поощрението и наказанието, а също подражанието, внушението, влиянето на индивидуалните или групови интереси. Културните явления могат да се преименуват, и тогава взаимодействието на далечни култури поражда качествено нови решения.
Тайлър е признат за лидер на английската еволюционистична школа в етнологията и антропологията. В своите трудове той се стреми да покаже, че всички народи и култури могат да се поместят в еднин непрекъснат и прогресивно развиващ се ред. За световната известност на Тайлър спомага разработената от него анимистична теория за произхода на религията, според която в основата на всички религии стоят примитивни представи за душата и духовната същност. Като използва богатия етнографски материал, който се вписва хармонично в теорията му за религията, Тейлър извежда формулата „анимизмът е основата на философията и религията“. Тази формула става предмет на многобройни дискусии, подпомагащи понататъшното развитие на науките, занимаващи се с религии.

## Основни трудове
- Anahuac or Mexico and the Mexicans, Ancient and Modern (Анахуак, или Мексико и мексиканците, древни и съвременни) (1861)
- Researches Into the Early History of Mankind and the Development of Civilization (Изследвания върху ранната история на човечеството и развитието на цивилизацията) (1865)
- Primitive Culture: Researches into the Development of Mythology, Philosophy, Religion, Language, Art and Custom (Примитивната култура: изследвания върху развитието на митологията, философията, религията, езика, изкуството и обичаите) (1871)
- Anthropology: an introduction to the study of man and civilization (Антропология: Въведение в изучаването на човека и цивилизацията) (1881)
- On a Method of Investigating the Development of Institutions; applied to Laws of Marriage and Descent (Метод за изследване развитието на институциите, приложен върху законите на брака и унаследяването) (1889)
- American Lot-Games as Evidence of Asiatic Intercourse Before the Time of Columbus (1896)